# Dolheşti (Suceava)
Dolheşti é uma comuna romena localizada no distrito de Suceava, na região de Moldávia. A comuna possui uma área de 41.57 km² e sua população era de 4008 habitantes segundo o censo de 2007.